# Williamnagar
Williamnagar ist eine Stadt im indischen Bundesstaat Meghalaya. Die Stadt beruht auf einem Dorf mit dem Namen Simsanggre, welches später nach dem ersten Chief Minister von Meghalaya Williamson A. Sangma, in Williamnagar umbenannt wurde.
Die Stadt ist Hauptort des Distrikts East Garo Hills. Williamnagar hat den Status eines Municipal Board. Die Stadt ist in 10 Wards gegliedert. Sie hatte am Stichtag der Volkszählung 2011 24.597 Einwohner, von denen 12.735 Männer und 11.862 Frauen waren. Christen bilden mit einem Anteil von über 84 % die Mehrheit der Bevölkerung in der Stadt. Hindus bilden eine Minderheit von ca. 10 %. Die Alphabetisierungsrate lag 2011 bei 88,9 % und damit deutlich über dem nationalen Durchschnitt. 84,6 % der Einwohner gehören den Scheduled Tribes an.